# (32047) Wenjiali
2000 JW28 (asteroide 32047) é um asteroide da cintura principal. Possui uma excentricidade de 0.17663200 e uma inclinação de 4.40444º.
Este asteroide foi descoberto no dia 7 de maio de 2000 por LINEAR em Socorro.